# Benjamin Gavanon
Benjamin Gavanon (* 9. August 1980 in Marseille) ist ein französischer ehemaliger Fußballspieler. Er ist der ältere Bruder von Jérémy Gavanon, Torhüter bei AS Cannes.

## Vereinskarriere
Benjamin Gavanon spielte in seiner Jugend für den größten Verein seiner Heimatstadt Olympique Marseille. Dort erhielt er im Jahr 2000 zwar auch seinen ersten Profivertrag, kam bis zum Jahresende 2002 jedoch nur ein einziges Mal zu einem 7-minütigen Einsatz. Er wurde deshalb für ein halbes Jahr an Nottingham Forest ausgeliehen. Doch auch bei Forest schaffte er nicht den Durchbruch ins erste Team und kehrte ohne Einsatz wieder zurück nach Frankreich. Gavanon unterschrieb für zwei Jahre beim Zweitligisten AS Nancy. Dort konnte er sich sofort als Stammspieler etablieren und war Teil der Mannschaft, die 2005 den Aufstieg in die Ligue 1 schaffte und ein Jahr später den Coupe de la Ligue gewann. In der Saison 2009/10 war er an den FC Sochaux verliehen.

## Titel und Erfolge
- Französischer Ligapokalsieger: 2006